# Øresund
Az Øresund (svédül: Öresund) tengerszoros a dániai Sjælland szigete és Svédország Skåne megyéje között. Egyike a három dán szorosnak (a Kis-Bælt és a Nagy-Bælt mellett), amelyek – a Kattegaton és a Skagerrakon keresztül – összeköttetést teremtenek a Balti-tenger és az Északi-tenger között. A világ egyik legforgalmasabb víziútja.
2000. július 1-jén nyitották meg az Øresund hidat, amely Koppenhágát köti össze Malmővel. A szoros északi részén forgalmas kompjárat köti össze a dániai Helsingørt a svédországi Helsingborgjal [ejtsd: helszingborj].

## Jelentősebb szigetek
- Amager
- Saltholm
- Ven
- Peberholm – mesterséges sziget
- Middelgrundsfortet – mesterséges sziget
- Flakfortet – mesterséges sziget

## Lásd még
- Øresund híd